# سالار مردان
سالار مردان فیلمی به کارگردانی نظام فاطمی و نویسندگی فریدون گله محصول سال ۱۳۴۷ است.

## خلاصه داستان
مرد با رقاصهٔ کاباره‌ای آشنا می‌شود و در همین حال برادر جوانش را که از سفر بازگشته، استقبال می‌کند…

## بازیگران
- ناصر ملک مطیعی
- فرشید فرزان
- اسداله یکتا
- شهین
- نادره
- گیتی فروهر
- حسین گیل
- حسن شاهین